# Primera batalla de Járkov
La Primera Batalla de Járkov, nombrada así por Wilhelm Keitel, fue la batalla de 1941 por la ciudad de Járkov (Járkov) (República Socialista Soviética de Ucrania) durante la fase final de Operación Barbarroja entre el 6.º Ejército del Grupo Ejércitos Sur alemán y el Frente Suroeste soviético. El 38.º Ejército soviético fue asignado para defender la ciudad mientras sus fábricas eran desmanteladas para ser relocalizadas en el lejano este.
El 6.º Ejército alemán necesitaba tomar la ciudad para cerrar la creciente brecha con el 17.º Ejército. El 20 octubre los alemanes habían alcanzado el borde occidental de la ciudad, siendo tomada por la 57.ª División de Infantería el 24 octubre. Para ese momento, la mayoría del equipamiento industrial había sido evacuado o destruido por las autoridades soviéticas.

## Importancia de Járkov

### Sistema de ferrocarril
En el otoño de 1941, Járkov era considerada una de las ciudades estratégicas soviéticas más importantes por sus conexiones de ferrocarril y aéreas. No solo conectaba las partes este-oeste y el norte-sur de Ucrania, sino también varias regiones centrales de la URSS incluidas Crimea, el Caucaso, el Dnieper, y el Donbas.

### Importancia militar
Járkov era uno de los centros industriales más grandes de la Unión Soviética. Una de sus más grandes contribuciones fue el tanque T-34 que fue diseñado y desarrollado en la Fábrica de Tractores de Járkov. Este era considerado la planta de tanques más potente en el país. Otras fábricas que estaban localizadas en la ciudad incluían la Planta de Aeronaves, la Planta del NKVD y la Planta de Turbinas. Los productos militares producidos en Járkov antes de que empezara la batalla incluían: tanques, Su-2, tractores de artillería, morteros de 82 mm, sub-ametralladoras, munición.

El objetivo principal para las tropas alemanas eran capturar el ferrocarril y las fábricas militares, por ello trataron desesperadamente de mantener el área industrial de Járkov intacto. Adolf Hitler había acentuado la importancia de aquellas plantas militares declarando: 
"…el segundo en importancia es el sur de Rusia, particularmente la cuenca del Donets, y la región de Jarkov. Ahí está la base entera de [la] economía rusa; si el área es tomada entonces sería inevitablemente el derrumbamiento de toda la economía rusa…"

### Población de Járkov
Járkov era una de las ciudades soviéticas más pobladas durante Segunda Guerra Mundial. Se estimaba una población de 901 000 personas el 1 de mayo de 1941. En septiembre de 1941 la población se disparó a 1.5 millones de personas, debido a numerosos evacuados de otras ciudades. Después de ataques múltiples y evacuaciones, la población de Járkov decreció a 180 – 190 000, después de la liberación de la ciudad en agosto de 1943.

## Antes de la batalla

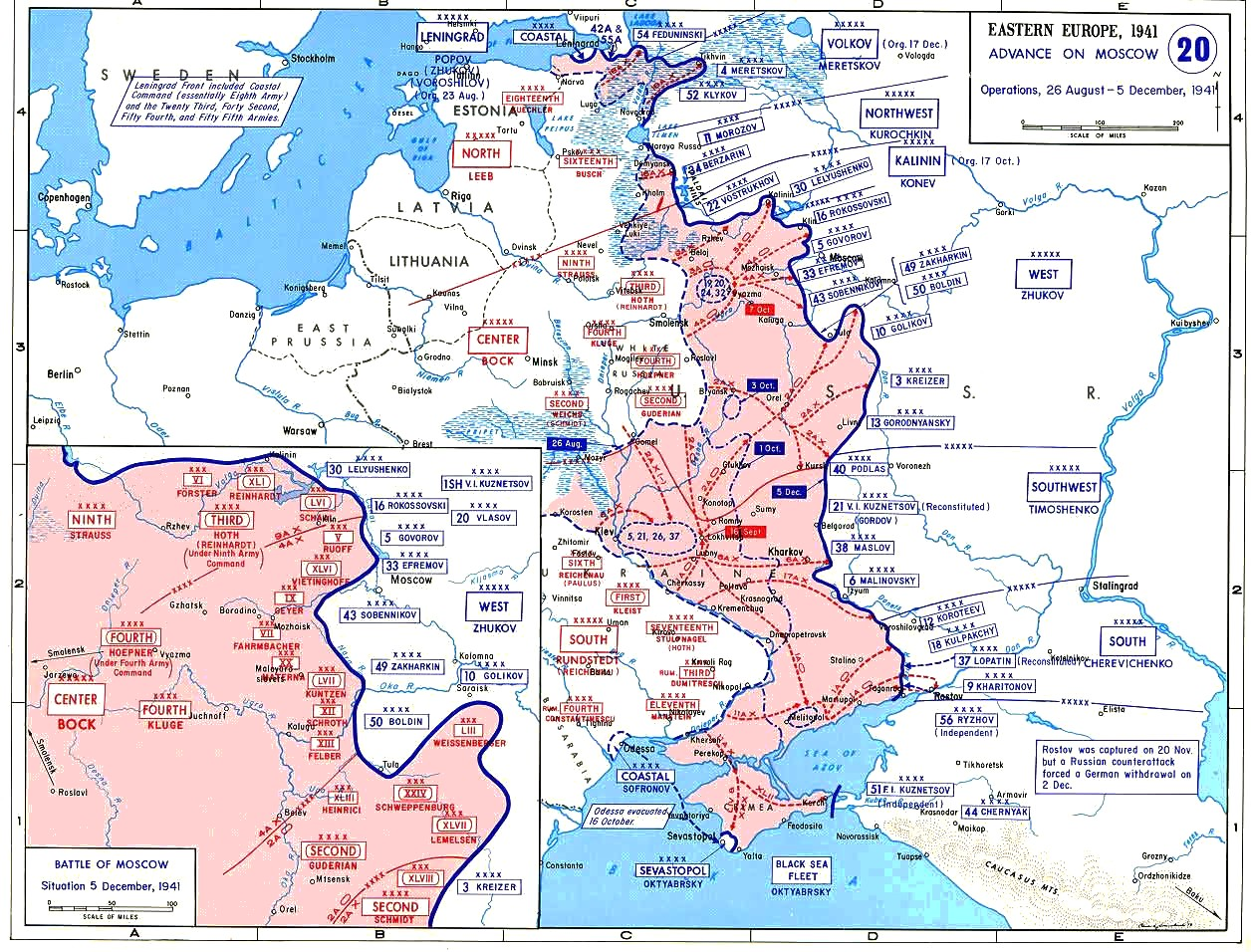
Los avances alemanes del 26 agosto al 5 de diciembre de 1941

### Consecuencias de la caída de Kiev
Después de la Batalla de Kiev, Grupo de Ejércitos Centro recibió la orden de movilizarse para el asalto de Moscú, el 2.º Ejército Panzer giró al norte hacia Bryansk y Kursk. El Grupo de Ejércitos Sur, y en particular 6.º Ejército de Walther von Reichenau y 17.º Ejército de Carl-Heinrich von Stülpnagel tomaron el lugar de las divisiones Panzer. La formación ofensiva principal del Grupo de Ejércitos Sur, 1.º Ejército Panzer de Paul Ludwig Ewald von Kleist, fue enviado hacia Rostov del Don y los campos petrolíferos del Caucaso, siguiendo la Directiva del Führer 35. La carga de procesar a los 600 000 prisioneros de guerra de Kiev recayó al 6.º y 17.° Ejércitos, así el 1.º ejército Panzer aseguró la victoria alemana en la Batalla de Melitopol, estos dos ejércitos tardaron tres semanas en reagruparse.
Entretanto, el alto mando soviético, necesitaba estabilizar su flanco sur, por lo que, dirigió refuerzos al área entre Kursk y Rostov, a expensas de sus fuerzas en el frente de Moscú. El Frente Suroeste, el cual había sido completamente destruido durante la batalla de Kiev, fue restablecido bajo el comando del Mariscal Semyon Timoshenko, uno de los comandantes más capaces del Ejército Rojo. El 6.º, 21.º, 38.º y 40° Ejércitos fueron reconstruidos casi de cero.

### Avance a Járkov

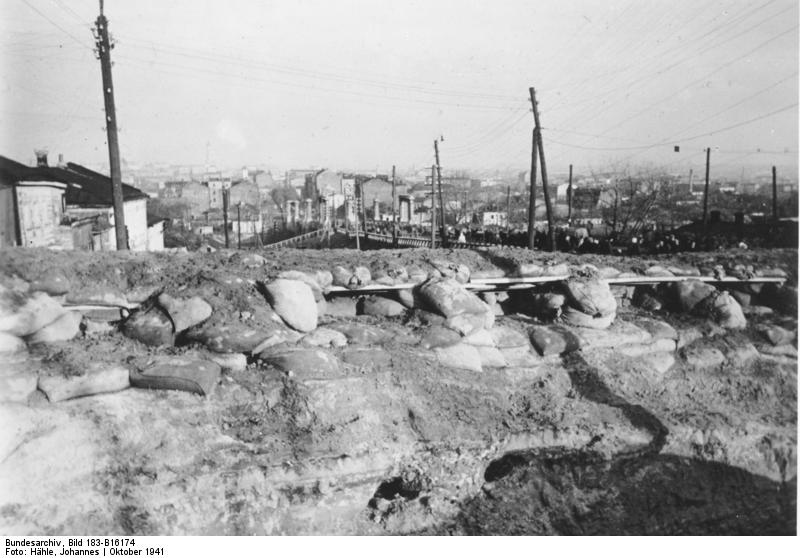
Los búnkeres soviéticos utilizados en la defensa de Járkov

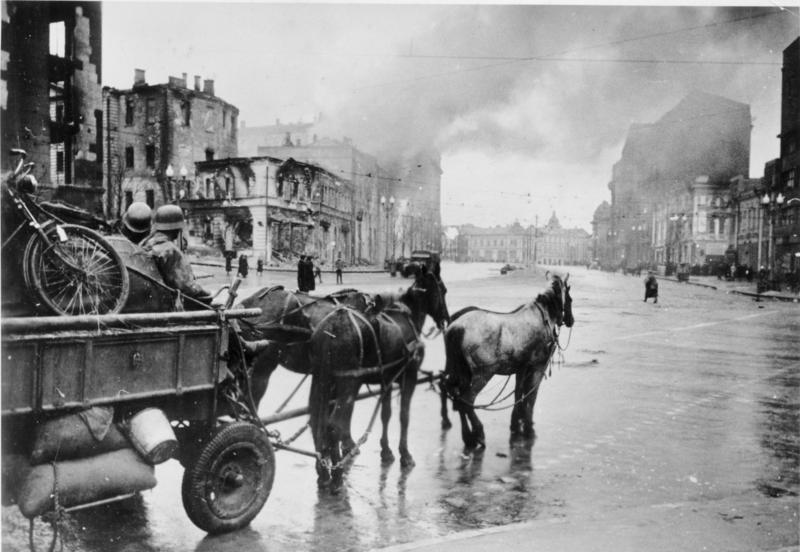
El Ejército alemán entrando en el centro de Járkov

Con la Batalla de Moscú en marcha, los alemanes tuvieron que proteger sus flancos, y el 6 de octubre von Reichenau avanzó a través de Sumy y Ojttrka en dirección a Belgorod y Járkov. En el mismo día, el 17.º Ejército comenzó su ofensiva de Poltava hacia Lozova y Izyum para proteger el flanco del 1.º Ejército Panzer (el rebautizado 1.º Grupo Panzer). El 6.º Ejército del Frente Suroeste (comandado por Rodión Malinovski) y el 38.º Ejército (comandado por Viktor Tsiganov) fallaron en su intento de establecer una defensa coordinada y tuvieron que batirse en retirada. Antes de la Batalla de Moscú, el Ejército Rojo padeció una derrota catastrófica en Vyazma y Bryansk, sufriendo 700 000 bajas. Las pocas reservas disponibles eran necesitadas desesperadamente para defender la capital soviética, y así era inutilizables para reconstruir el Frente Suroeste de Timoshenko. Sin reservas para evitar la ruptura, el Stavka fue forzado a ordenar una retirada total a Vorónezh para impedir un derrumbamiento total del flanco del sur.
A pesar de que los objetivos principales del Ejército alemán antes de la llegada del invierno era capturar Leningrado, Moscú y los campos petroleros del Caucasian, Járkov era un objetivo secundario. Además la necesidad de proteger los flancos de sus puntas de lanza motorizadas, el OKH, el alto mando del Ejército alemán, (Oberkommando des Heeres), también vio la importancia de Járkov como un centro industrial y cruces de ferrocarril. La captura la ciudad significó que los frentes Sur y Suroeste debieron retroceder a Vorónezh y Stalingrado. Para, la segunda semana de octubre, la llegada de la estación lluviosa del Rasputitsa (la estación del lodo) y la logística pobre en el área entre el Dnepr y el frente, (todos los puentes habían colapsado durante el combate y el hielo dañaba los pontones), causó que se detuviera la ofensiva. Hitler personalmente destinó recursos del 17.º Ejército al 6.º Ejército para asegurar la captura de Járkov. Esto debilitó el esfuerzo del 17.º Ejército de defender el flanco del 1.º Ejército Panzer y contribuyó a la derrota alemana en la Batalla de Rostov. Después de que durante la noche del 17 octubre, una helada mejoró las carreteras, pero tormentas de nieve y los cruentos fríos empezaron a dificultar el avance alemán, que estaban insuficientemente equipados para operaciones de invierno (el Ejército alemán había planeado que Barbarossa terminaría antes de la llegada del invierno).

## Curso de la batalla

### Preparativos para el asalto de la ciudad
La tarea de asaltar Járkov le fue dado al LV. Armeekorps comandado por el General der Infanterie Erwin Vierow. Este cuerpo tuvo a su disposición del 101. Leichte-Division, mandado por Generalleutnant Josef Brauner von Haydringen y avanzando desde el norte, el 57. Infanterie-Division, comandado por el General Anton Dostler y desde el sur, y el 100. Leichte-Division, el cual no participó en la batalla. Sturmgeschütz-Abteilung 197, comandado por el Hauptmann Kurt von Barisani tuvo dos de sus tres baterías apoyando al 57. Infanterie-Division para proporcionar soporte de fuego durante el ataque.
Para la defensa de Járkov, la 216.ª División de Fusileros había sido reformada después de su destrucción en Kiev. Recibió poco o ningún soporte de otras divisiones o de formaciones, porque el 38.º Ejército estaba en proceso de una retirada estratégica y la defensa de Járkov era sólo necesaria mientras su equipamiento industrial terminaba de ser evacuado.

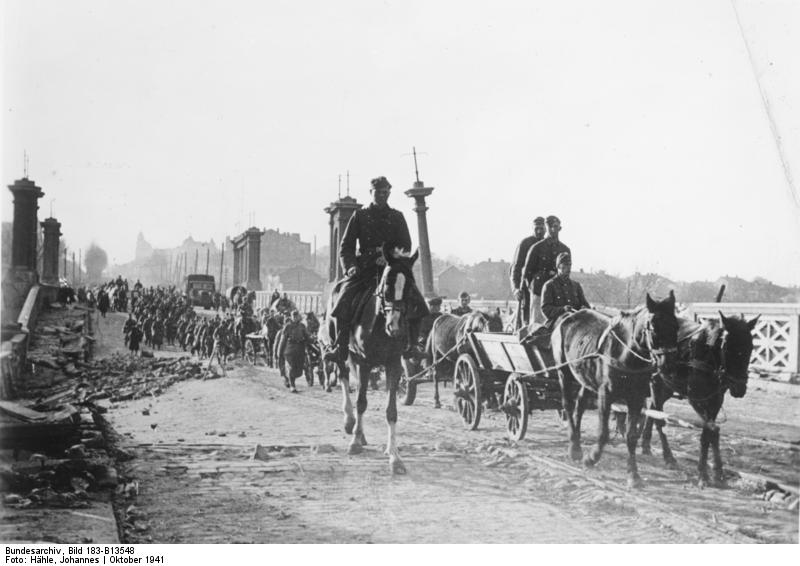
Las tropas alemanas entrando a Járkov desde el oeste, cruzando la línea de ferrocarril principal que corre a través de la ciudad en el viaducto de la calle Sverdlov.

### Batallas en el borde occidental de la ciudad (20–23 octubre)

#### 101.ª División Ligera
Para el 21 octubre la 101.ª División Ligera había logrado una línea aproximadamente de seis kilómetros al oeste de Járkov. El 228.º Regimiento Ligero encabezó la división, sus batallones 1.º y 3.º tomaron posiciones defensivas en el frente, con el 2.º batallón en reserva. El 22 de octubre el regimiento recibió la orden de realizar el reconocimiento para determinar la fuerza del enemigo. Al mediodía el regimiento fue atacado por una batallón de infantería soviética apoyado por tanques. El ataque fue repelido y dos tanques fueron inutilizados. La 216.ª División de Fusileros había ocupado el borde occidental de la ciudad, con nidos de ametralladora, fosas de mortero y campos minados.
Para el ataque, el 3.º batallón (el regimiento del flanco derecho), fue reforzado con dos baterías de artillería, El 85.º Regimiento de Artillería, una compañía de ingenieros y un Flak de 88 mm. El 2.º battalion recibió los mismos refuerzos, pero sin el Flack. El 1.º battalion actuó como reserva. El primer battalion del 229.º Regimiento Ligero protegería el flanco izquierdo del 228.º. La hora de ataque estuvo puesta al mediodía, conjuntamente con la 57.ª División de Infantería.
A las 11:00 horas, un enlace fue establecido entre los regimientos 85.ª de Artillería y la 228.°Ligera. La artillería no estaba a punto en el tiempo designado, así que el ataque tuvo que ser aplazado. Mientras tanto la compañía antitanque, que había sido atrapada por el lodo, finalmente llegó al frente y tuvo la orden para asignar un pelotón de 37 mm AT a cada batallón del frente. En 14:25, la artillería estuvo a punto y la hora de ataque fue puesta a las 15:00.

### Asalto a la ciudad (23–24 octubre)
La evacuación de los equipos industriales empezó antes de que los alemanes tuvieran una posibilidad de atacar. Para 20 de octubre de 1941 estaba virtualmente completa. Trescientos veinte trenes fueron enviados con el equipamiento de 70 fábricas importantes. Járkov fue tomado por el 6.º Ejército de von Reichenau, el 24 de octubre de 1941.

## Ocupación de Járkov

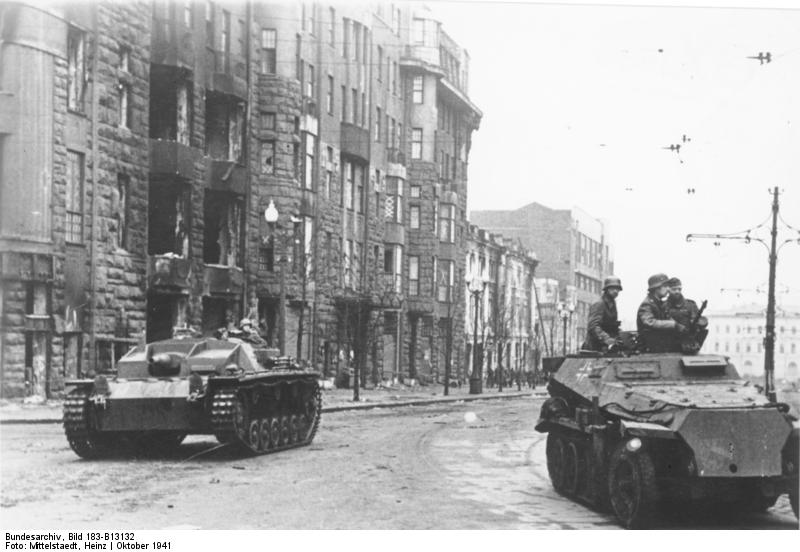
Vehículos blindados alemanes en Járkov

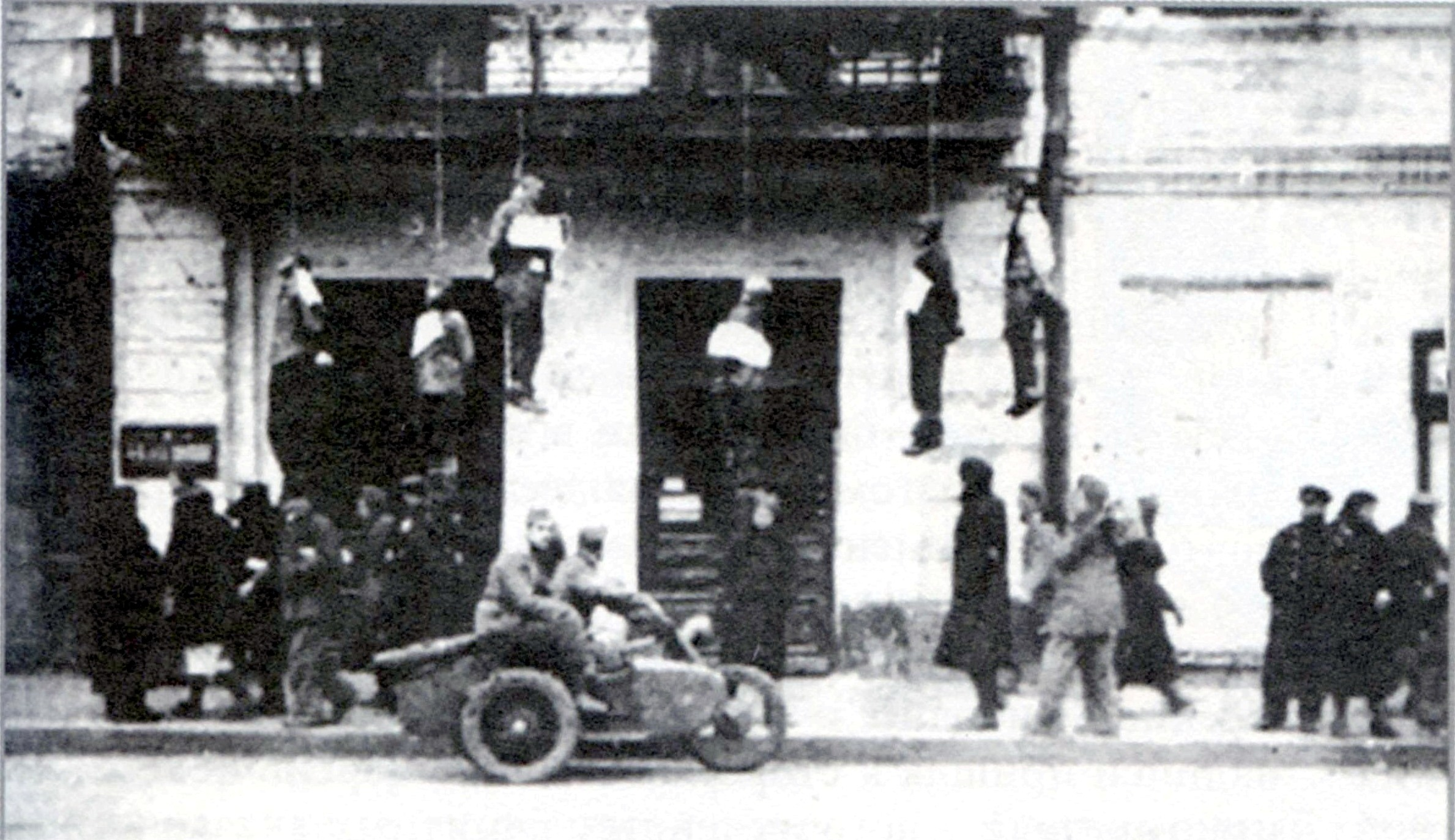
Calle Sumskaya en Járkov, 25 de octubre de 1941

La ciudad fue sujeta a su primera ocupación durante la guerra, el cual duró hasta que 16 de febrero de 1943. La ciudad nunca formó parte de Reichskommissariat Ucrania debido a su proximidad al frente. El personal del LV Cuerpo del Ejército actuó como la autoridad ocupacional, utilizando 57.ID como una fuerza de ocupación. Generalmajor Anton Dostler fue el Stadtkommandant hasta el 13 diciembre, cuando este fue reemplazado por el Generalleutnant Alfred von Puttkamer, y Járkov fue transferido al Heeresgebiet del 6thrmee y puesto bajo la autoridad de junta del Stadtkommandant y el Comando de Campo 757.
Las tropas alemanas que actuaban bajo la autoridad del Reichenau-Befehl el de 10 octubre (recibieron la orden de matar a cualquiera asociado con el comunismo) aterrorizó a la población que quedó después de la batalla. Muchos de los cuerpos de los comandantes soviéticos fueron colgados de los balcones. Muchas personas empezaron a huir, causando caos.
En la mañana del 14 noviembre, múltiples edificios en el centro de ciudad fueron explotados por la retaguardia del Ejército Rojo. Las bajas incluyeron al comandante (Generalleutnant Georg Braun) y personal de la 68.ª División de Infantería. Los alemanes arrestaron al menos 200 civiles (mayoritariamente judíos) y colgados de los balcones de los edificios más grandes. Otros 1,000 fueron tomado como rehenes y confinados en el Hotel Internacional en Dzerzhinsky Plaza. Todo de estos delitos de guerra fueron cometidos por los Heer comandantes del frente, y no por las tropas de las SS.
El 14 de diciembre, el Stadtkommandant ordenó a la población judía concentrarse en unos barracones cerca a la Fábrica de Tractores. En dos días, 20 000 judíos fueron reunidos allí. El Sonderkommando 4a, comandado por el SS-Standartenführer Paul Blobel, del Einsatzgruppe C empezó a disparar al primer de ellos en diciembre, entonces continuó la masacre por todo enero con una furgoneta gasista. Era un camión modificado en el que cabían 50 personas; la furgoneta conducía alrededor de la ciudad y matándolos lentamente con monóxido de carbono. Las víctimas murieron por una combinación de envenenamiento de monóxido del carbono y sofocación.
El Ejército alemán confiscó grandes cantidades de alimentos (Plan Hambre) para ser utilizados por sus tropas, creando una aguda escasez en Ucrania. Para enero de 1942 alrededor de un tercio de los 300 000 habitantes restantes de la ciudad sufrían de inanición. Muchos morirían en los fríos meses de invierno.
A raíz de las batallas en Járkov, la ciudad quedó en ruinas. Docenas de monumentos arquitectónicos fueron destruidos y numerosos tesoros artísticos robados. Uno de los escritores más conocidos de la Unión Soviética, Aleksey Nikolayevich Tolstoy escribió: " vi a Jarkov. Como si hubiera sido Roma en el siglo V. Un cementerio enorme…"